# Le Mesnil-Aubert
Le Mesnil-Aubert är en kommun i departementet Manche i regionen Normandie i norra Frankrike. Kommunen ligger i kantonen Bréhal som tillhör arrondissementet Coutances. År 2022 hade Le Mesnil-Aubert 195 invånare.

## Befolkningsutveckling
Antalet invånare i kommunen Le Mesnil-Aubert
| Referens: INSEE |